# Flansham
Flansham – przysiółek w Anglii, w hrabstwie West Sussex. Leży 3,3 km od miasta Bognor Regis, 10,6 km od miasta Chichester i 88 km od Londynu. W latach 1870–1872 miejscowość liczyła 76 mieszkańców.